# 人差し指
人差し指（ひとさしゆび）は、人の上肢の五指の外側から2番目にある指。人を指差す際に用いることに由来している。英語においても、「Index finger」である。
和語ではお母さん指、塩舐め指、医学用語では第二指、示指、漢語では食指、頭指との呼び方がある。
食指が動くとは、ある物事をやろうという気になることである。

## ジェスチャー

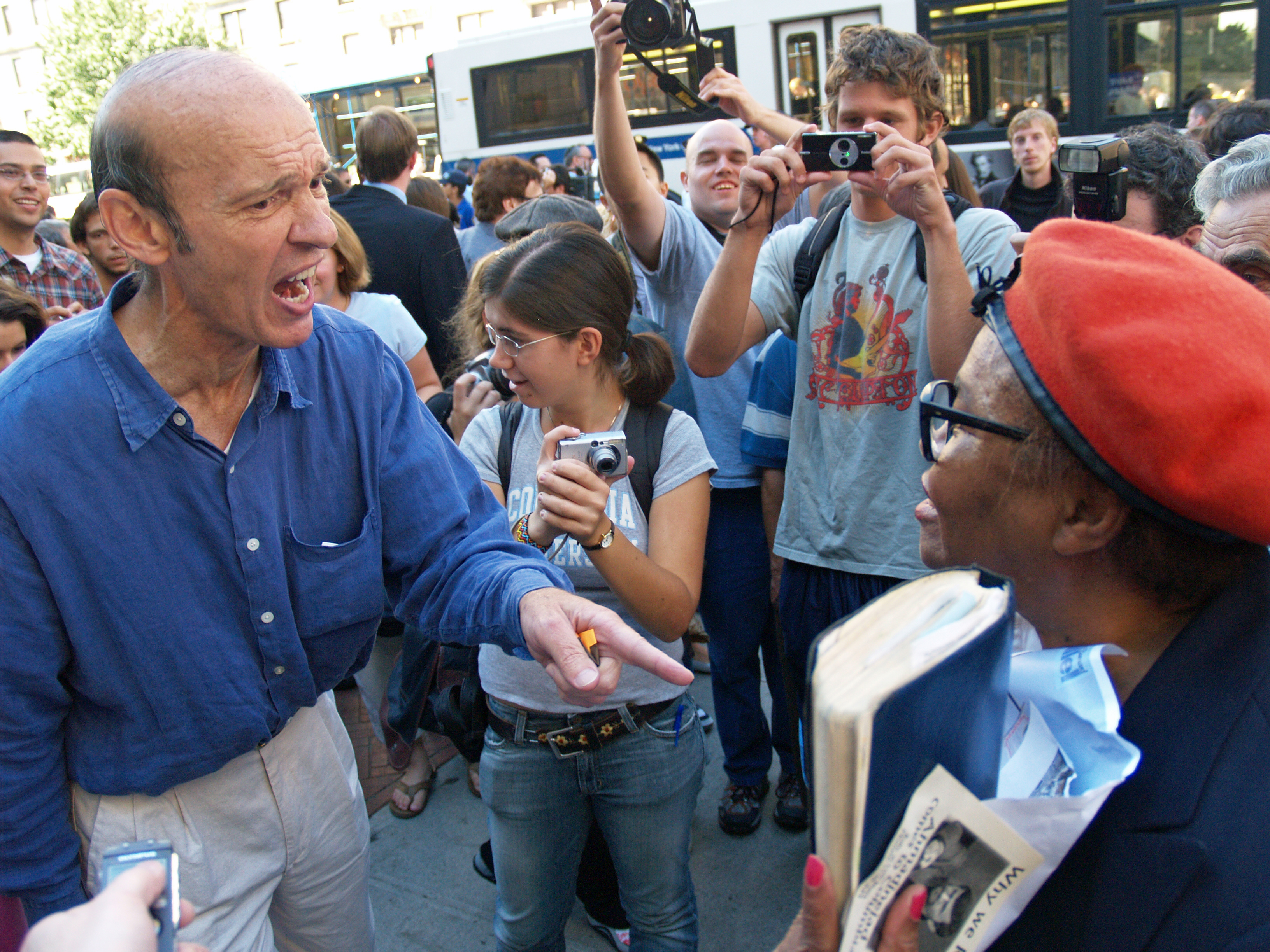
口論相手に人差し指を突きつける男性
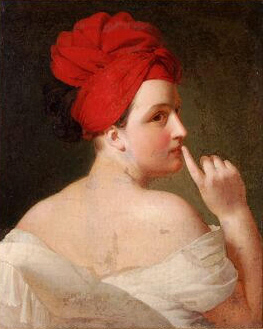
唇近くで立てられた人差し指

文化によっては、人差し指で他人を指差す行為は無礼に当たり、挑発行為と見なされる場合もある。
人差し指を立て、横に振ることは相手に対する不同意を示す。
唇近くで人差し指を立てることは「静かに」「音を立てないように」と相手に注意を促す意味を持つ。
日本においては、人差し指を鉤型に曲げると窃盗を示す。
イタリアでは、子供が美味であることを示す場合、人差し指を頬にあて、ねじるように動かす。
飲茶の習慣では、他人にお茶を注いでもらった際などに人差し指と中指でテーブルを2回叩くことで感謝を表現する。一方、フィリピンでは指でテーブルを叩くことは無礼なこととされている。